# تراكيت
التراكيت (بالإنجليزية: Trachyte)‏، هو صخر بركاني جوفي يتوفر بأحجام متوسطة، فاتح اللون دقيق التحبب جداً. يتكون أساساً من نسبة كبيرة من الفلسبار القلوي مع كمية قليلة من المعادن الداكنة مثل البيوتيت والهورنبلند أو البيروكسينويتكون. ويُكافئ هذا الصخر صخر اليسانت. صخر التراكيت لا يوجد بكميات كبيرة، إلا أنه صخر واسع الانتشار يوجد على هيئة طفوح وطف وجدد راسية (قواطع) وجدد موازية.